# Элез, Йосип
Йосип Элез (хорв. Josip Elez; родился 25 апреля 1994 года, Сплит, Хорватия) — хорватский футболист, защитник клуба «Хайдук».

## Карьера

### Клубная
Элез — воспитанник клуба «НК Солин». В 14 лет он перешёл в сплитский «Хайдук», где провёл пять лет в молодёжном составе. 27 апреля 2011 года в матче против «Интера» (Запрешич) дебютировал в чемпионате Хорватии. В составе «Хайдука» стал серебряным призёром чемпионата Хорватии в сезоне 2011/12, а также помог команде выиграть кубок Хорватии в сезоне 2012/13.
В июле 2013 года Элез был продан в «Лацио» за 400 тысяч евро. В сезоне 2014/15 отдавался в аренду в «Гроссето», а также в венгерский клуб «Гонвед», за который провёл 13 матчей в чемпионате Венгрии. В сезоне 2015/16 был отправлен в аренду в датский клуб «Орхус». 27 июля 2015 года в матче против «Виборга» дебютировал в чемпионате Дании, а 15 августа того же года в матче против «Ольборга» забил первый гол за «Орхус». В составе «Орхуса» стал финалистом кубка Дании в сезоне 2015/16. В июне 2016 года Элез на правах аренды был отправлен в «Риеку».
В январе 2018 года Элез стал игроком «Ганновера». 

### В сборной
В 2011 году в составе сборной Хорватии до 17 лет принимал участие в отборочном цикле к чемпионату Европы среди юношей до 17 лет.
В 2012 году в составе сборной Хорватии до 19 лет принимал участие в отборочном цикле к чемпионату Европы среди юношей до 19 лет.

## Достижения
«Хайдук»
- Чемпионата Хорватии: 2011/12
- Обладатель Кубка Хорватии: 2012/13

«Орхус»
- Финалист Кубка Дании: 2015/16